# جون ماكغراث (سياسي أسترالي)
جون ماكغراث هو سياسي أسترالي، ولد في 17 يونيو 1947 في فريمانتل في أستراليا. نشط حزبياً في حزب أستراليا الليبرالي. وقد انتخب عضو الجمعية التشريعية لأستراليا الغربية ‏.